# 君のいる町
『君のいる町』（きみのいるまち、英題：A town where you live）は、瀬尾公治による日本の漫画作品。『週刊少年マガジン』（講談社）にて2008年26号から2014年11号まで連載された。略称は『君町』。

## 概要
瀬尾公治にとって3作目の『週刊少年マガジン』連載作品。
作者の故郷である広島県庄原市が舞台になっており、登場キャラクターの多くは東京弁ではなく現地の方言で会話している。前作が「主人公の少年が東京の高校へ進学するために広島から上京する」設定であったのに対し、本作は「ヒロインの少女が広島の高校へ入学するために東京からやってくる」という逆の設定になっている。また、各所に前作の登場人物が登場している。
2012年と2014年にOADが制作された。また2013年3月にテレビアニメ化が発表され、同年7月から9月にかけて放送された。
連載が終了した2014年11号にて瀬尾の次回作となる『風夏』の連載を開始し、最終回と次回作の第1話を同じ号に同時掲載するという極めて異例の措置を取っている。本作のキャラクターは『風夏』『ヒットマン』にも何らかの形で登場している。
本作の単行本の累計発行部数は2014年1月時点で460万部に達している。

## あらすじ

### 広島編
- #1 - #79（単行本1巻 - 9巻）

広島県の田舎町で春から高校へ進学する主人公・桐島青大の家に突然、父親の知り合いの娘という少女・枝葉柚希が居候として東京からやってきた。青大はクラスメイト・神咲七海に中学時代から好意を寄せるが、交際に発展しない。義妹・枝葉懍との問題を抱えながらも同じ屋根の下で都会的で奔放な柚希と接していく中で、彼女が気にかかる存在となっていく。
家庭の問題が落ち着き柚希が東京に戻ることになり、青大は柚希の存在の大きさに気づき告白して遠距離恋愛が始まる。すれ違いや誤解などもあり、柚希から突然別れの手紙を受け取り、連絡も取れなくなる。青大は真相を確認するため姉が住むハイツ旭湯に居候する形で東京の高校へ転校し、舞台も東京へ移る。

### 東京編
- #80 - #109（単行本9巻 - 12巻）

東京に転校した青大は、姉のマンションの隣人・御島明日香、その友達・風間恭輔と親しくなる。恭輔が入院したときに柚希と鉢合わせしたことで、柚希が付き合っていたのは恭輔だと知る。恭輔は余命１年の難病を患いながらもバイクレーサーになるという夢があり、完治の可能性に賭けて手術を受けたが急死してしまう。青大は傷心した柚希とは疎遠になり、明日香に告白され交際しながら同じ大学へ進学する。

### 大学編
- #110 - #247（単行本12巻 - 26巻）

青大は明日香や友人達と順調に大学生活を過ごしていたが、柚希、凛と偶然再会したことで徐々に交流が戻る。夏休みに枝葉３兄妹の広島行きと広島組の帰省が重なり、青大と柚希は広島時代の思い出をたどる。青大は柚希から想いを伝えられ改めて柚希が好きなことを実感する。青大は悩んだ末に柚希を選ぶが、明日香を振ったことで今までの友人達との関係が崩れてしまう。
柚希の父親のお咎めで２人は引き離されたが、柚希が家出し青大と柚希はマンションを借りて同棲生活を始める。柚希の母親や凛の協力により父親の理解を得られ、月のおかげで関係が崩れた尊、七海、明日香たちとの友好も回復する。尊は清美とできちゃった結婚をする。月は広島に戻り就職し、同じ職場になった神咲兄と結婚する。七海は藤河と付き合い始める。

### 社会人編
- #248 - #261（単行本26巻 - 27巻）

青大は就職し高知に配属となり、東京で教師になった柚希と再び遠距離恋愛に。青大は多忙な社会人生活を送り、柚希は何度も高知を訪れたことで過労で倒れてしまう。２人は一度別れるが、青大の東京転勤後に戸山公園で再会、結婚する。エピローグでは青人が桐島食堂を開店し、柚希も学校が休みの日は手伝いに入っている。２人の息子や次回作のヒロイン秋月風夏も登場。明日香は女子ソフトボール日本代表のエースとして活躍し、桐島食堂には恭輔の遺品のヘルメットが飾られている。

## 登場人物
第2期OADの声はテレビアニメと同じ。

### 桐島家
桐島 青大（きりしま はると）
声 - 細谷佳正、沢城みゆき（少年時代〈OAD第1期〉）、松田崚佑（子供時代〈TVアニメ〉）、佐倉綾音（子供時代〈OAD第2期〉）
本作の主人公。広島県の田舎町に住む男子高校生。畏まった場以外はほぼ広島弁。
口下手で人見知りする性格だが、世話好きで面倒見が良い。人に料理を振舞うのを趣味にしている。
真面目で責任感が強く、郷土広島に愛着があり田舎をバカにするヤツが嫌い。
瀬尾の次回作でもある「風夏」にも登場しており、「ヒットマン」でもゲスト出演している。
瀬尾によると青大のキャラクターは読者から不評だったとの事であり、以降の作品では読者から共感される主人公を描く様に意識するきっかけになったと語っている。
桐島 葵（きりしま あおい）
声 - たかはし智秋（TVアニメ）
青大の姉。東京でハイツ旭湯に下宿しており、管理人一家とも仲が良い。
教員免許取得のため一時帰省し、青大の高校で教育実習をした。
家事は全般的に嫌いで、ビール、タバコ好き。自由奔放で開放的な性格。青大の作る料理はお気に入りだが、ピーマンが嫌い。
青大の母（仮称）
声 - 大門真紀
パートで働いていて家にいないことも多い。何かにつけて柚希のことを気にかけている。
青大の父（仮称）
広島に柚希の父親が居た時からの友人。物語にほとんど登場はない。
青大の祖母（仮称）
物語にはほとんど登場がないが、枝葉兄妹とは仲が良い。
桐島 大希（きりしま だいき）
原作最終話で登場した青大と柚希の息子。次回作の「風夏」にも登場している。

### 枝葉家
枝葉 柚希（えば ゆずき）（旧姓） 桐島 柚希（きりしま ゆずき）（現在）
声 - 中島愛、松浦愛弓（子供時代〈TVアニメ〉）
本作のメインヒロイン。青大の1人目の彼女。高校１年の時に東京から来て桐島家に居候するロングヘアの美少女。
天真爛漫で親しみやすく社交的で友人も多いが、やや頑固な面もあり、行動が突飛で周りを振り回すことがある。
小学３年の時に実の母親を亡くし、幼少期は気弱で引っ込み思案な性格であった。樹は義兄、凛は義妹。
『風夏』、『ヒットマン』にもゲスト出演している。
枝葉 懍（えば りん）
声 - 悠木碧（OAD） / 藤田咲（TVアニメ）
柚希の義妹で、樹の実妹。ショートヘア（大学編以降セミロング）で左目の下にホクロがある。
しっかり者だが、いたずら好きで寂しがりなところも。兄への強いブラザーコンプレックスを抱えている。
次回作・風夏にも登場しており、ヒットマンではゲーム会社の社長になっていた。
枝葉 樹（えば いつき）
柚希の2つ年上の義兄で、懍の実兄。高校3年生。優男風で眼鏡をかけている。
勉強が得意で誰にでも優しい性格だが、物事を深く考えず鵜吞みにしてしまうことがある。
柚希とは普通に仲が良いが、懍にはブラザーコンプレックスを抱かれている。
柚希の父
柚希の実父であり、懍・樹にとっては義父。古風で頑固な性格。仕事人間。
柚希には母親が必要だと考え、会社の部下であった現在の妻と再婚した。
柚希の実母（仮称）
柚希が小学3年生の時に癌で他界した。
柚希の義母（仮称）
懍と樹の実母。柚希の父と結婚する前は同じ会社の部下だった。

### 庄原市の人々
神咲 七海（かんざき ななみ）
声 - 早見沙織（OAD） / タカオユキ（TVアニメ）
本作のサブヒロイン。中学時代から青大が思いを寄せるクラスメイト。野球部マネージャー。
料理好きで特にお菓子作りが得意だが感性が少し独特なところもある。お風呂好き。
大人しく控えめな性格で、天然なところもあり恋愛にも奥手。一見華奢に見えるが実はグラマー。
次回作・風夏でも登場している。
加賀 月（かが あかり）（旧姓） 神咲 月（かんざき あかり）（現在）
声 - 高野菜々、稲垣鈴夏（子供時代〈TVアニメ〉）
青大の小学2年生からの幼馴染。前髪を常に2本髪留めしている。
父親がロシア人のハーフで、スタイル抜群の金髪碧眼。幼少期より体格に恵まれスポーツ万能。
明るく細かいことは気にしない性格。神咲兄に想いを寄せている。柚希を誘ってテニス部に所属する。
由良 尊（ゆら たかし）
声 - 増田俊樹、河内光（子供時代〈TVアニメ〉）、矢作紗友里（子供時代〈OAD第2期〉）
眼鏡がトレードマークの青大の幼馴染。野球部に所属している。
三枚目キャラのお調子者で物言いはストレートだが友達思い。体育が得意だが、乗り物酔いしやすい体質。
フェミニストで気が多く惚れやすいが、良い結果が伴わないことが多い。
次回作・風夏でも登場している。
神咲 成海（かんざき なるみ）
七海の2つ年上の兄。高校在学時は野球部に所属し、七海をマネージャーとして入部させた。
部活では後輩に厳しいが、社交的で面倒見の良いところもある。物事を深く考えず自己中心的なところもある。
氷室 直紀（ひむろ なおき）
青大たちのクラスメイト。本作品では2学期から登場。野球部に所属している。
勉強や神崎先輩の説教を苦手としている。余計なことまで首を突っ込みたがる。
菊川 琴音（きくかわ ことね）
声 - 宍戸留美（OAD）
青大たちのクラスメイト。三つ編みお下げで黒縁メガネ、そばかすがトレードマーク。氷室と同じく2学期から登場。
実家が被服店でお裁縫が得意。控えめな性格で努力家。

### 東京の人々
御島 明日香（みしま あすか）
声 - 佐倉綾音
本作のサブヒロイン。青大の2人目の彼女。ハイツ旭湯の葵の隣室で一人暮らしをしている女子高生。
勝気でそっけなく見えるが、優しく面倒見が良い。恋愛で争うことが苦手。貧乳がコンプレックス。
感情が昂ると時折福島弁が出る。田舎をバカにする人が嫌い。ソフトボール部に所属。
『ヒットマン』でプロの漫画家となった天谷栞の友人としてゲスト出演している。
風間 恭輔（かざま きょうすけ）
声 - 小野大輔、アニメでは母親（声 - 上川ゆう）が登場している。
ハイツ旭湯にバイクを留めており明日香の友人。中学時代から柚希に好意を持ち、念願かなって柚希と付き合う。
バイクレーサーになる夢があり、青大の料理を気に入り「桐島食堂」をスポンサーに指名している。
余命１年の持病があり、完治するべく手術を受けるが術後の体力が持たずに亡くなる。
モデルとなっているのは作者の友人で実際にバイクレーサーになる事を目指していたが若くして亡くなったという。
夏越 美奈（なごし みな）
声 - 矢作紗友里
東京の学校で青大と同じクラスだった女生徒。ポジティブシンキングだが、勘違いからの妄想や暴走が多い。
天城 紫歩（あまぎ しほ）
月の親戚が経営するレストラン「七塚ヶ原」でアルバイトだが実質的に厨房のリーダーで、「鬼軍曹」と恐れられている。
東京で就職し、21歳という若さで青山のカフェの店長を務める。青人が割烹天城で１年修業した後に桐島食堂を開店する。
野々村 賢一（ののむら けんいち）
懍と同じ中学校に通う3年生の男子生徒で、クラスメイト。
古葉 遥奈（こば はるな）
声 - 真野恵里菜（OAD）
七海の古い友人。小学校の時に東京に引っ越し、七海が修学旅行で東京に訪れた際に久しぶりに再会する。
ギャル系の服装を好み、人の話は聞いていないが変な勘が鋭く下ネタもよく話す。
浅倉 清美（あさくら きよみ）（旧姓） 由良 清美（ゆら きよみ）（現在）
声 - 遠藤綾
恭輔の幼馴染。スタイル抜群で爆乳、ツンデレ。無類の温泉好き。
気が強く高圧的な物言いで態度も大きいが天然で意外と素直なところもある。柚希のことは大嫌いだが、友達思いな一面も。
TVアニメ版では第7話にしか登場していない。風夏にゲスト出演している。
宮永 知沙（みやなが ちさ）
柚希がアルバイトをしている塾で個別指導を受けている北中の2年生。青大と柚希の隣の部屋に引っ越してくる。
中学時代からバンド活動をするようになる。
次回作『風夏』では「Love God」というロックバンドのボーカル兼ギターとして成長している。

#### 大学生
天谷 栞（あまや しおり）
短大を卒業し再度4年制大学へ編入した女子大生。父親は弁護士で、タワマン居住。漫画家を目指している。
マイペースで自己中心的な性格の持ち主だが、結果的に要所で青大を助けている。
姉は『風夏』の登場人物である天谷早織。『ヒットマン』では主要な登場人物として活躍している姿が描かれている。
市原 康生（いちはら こうせい）
声 - 杉山紀彰
青大達の大学の先輩であり、合コンやナンパが大好きでテニスサークルに所属している。あだ名はイッチー。
保科 美友（ほしな みゆ）
声：原田ひとみ（ゲーム）
青大と同じ西常大に通う同学年の女子大生で、青大と柚希が同棲を始めたアパートの隣の住人でもある。
人前に出ることが苦手で、極度の男性恐怖症。酒乱で、思い込みや勘違いが多い。かなりのかくれ爆乳。
風夏、ヒットマンにゲスト出演している。
水本 星矢（みずもと せいや）
西常大学のアウトドアサークルの部長。父親がイタリア料理のシェフで料理の腕は青大以上。
本人に料理人になる意思はなく料理は趣味の一つ。妹に真菜がいてシスコン。
大学3年終了間近にサークルの引退を決意し、部長を青大、副部長を夏越に指名した。
水本 真菜（みずもと まな）
星矢の妹で、調理の専門学校に通っている学生。紫歩が店長を務める青山のカフェでアルバイトをしている。
キャラのモデルは本作のOAD版で古葉遥奈を演じた真野恵里菜。
藤河 昭人（ふじかわ あきひと）
青大と同じ西常大学に通う大学生。大学1年の正月に七海に告白をした後、七海からの返事を待ち続けている。
高波 奈央（たかなみ なお）
青大と同じ西常大学に通う大学生。同性愛者で、七海、柚希、凛に興味を持つ。
長門 未沙（ながと みさ）
青大が大学3年の夏休み終了後に就職活動で知り合った大学生。
次回作・風夏でも登場している。

#### 社会人編
安達 実咲（あだち みさき）
大阪出身で青大が勤務するサングリー社の上司。

#### ハイツ旭湯
秋月 大和（あきつき やまと）
前作『涼風』の主人公。ハイツ旭湯の住人で葵の隣人。妻・涼風との夫婦喧嘩が激しく、隣まで響く。
秋月 涼風（あきつき すずか）
声 - 三橋加奈子
前作『涼風』のヒロイン。旧姓は朝比奈。今作では21歳。ほんのワンシーンだけ登場。
『君のいる町』第1回キャラ人気投票での順位は14位（6票）
秋月 風夏（あきつき ふうか）
声 - 大亀あすか（OAD第1期）、清水彩香（OAD第2期）
大和と涼風の娘。次回作である『風夏』ではヒロインとして登場している。
本編にも登場し、青大が落とした柚希の指輪を渡し彼を慰めている。
藤川 綾乃（ふじかわ あやの）
旭湯の管理人で、前作『涼風』からのスピンオフで登場。
藤川 美穂（ふじかわ みほ）
綾乃の娘で、前作『涼風』からのスピンオフで登場。今作では大学生になっている。

### その他
桜井 萌果（さくらい ほのか）
前作『涼風』からのスピンオフで登場。旭湯に青大と柚希がやって来た際に青大が付けたテレビ番組に出演している。
第1回『君のいる町』キャラ人気投票での順位は21位（1票）。
服部 安信（はっとり やすのぶ）
前作『涼風』からのスピンオフで登場。
羽柴 美紀（はしば みき）
前作『涼風』からのスピンオフで登場。
天見 結衣（あまみ ゆい）
前作『涼風』からのスピンオフで登場。第1回『君のいる町』キャラ人気投票での順位は15位（3票）。

## 書誌情報
- 瀬尾公治『君のいる町』講談社〈講談社コミックス〉、全27巻
  1. 2008年8月12日発行（同日発売）、ISBN 978-4-06-384029-2
  2. 2008年10月17日発行（同日発売）、ISBN 978-4-06-384055-1
  3. 2009年1月16日発行（同日発売）、ISBN 978-4-06-384090-2
  4. 2009年4月17日発行（同日発売）、ISBN 978-4-06-384127-5
  5. 2009年6月17日発行（同日発売）、ISBN 978-4-06-384151-0
  6. 2009年9月17日発行（同日発売）、ISBN 978-4-06-384189-3
  7. 2009年11月17日発行（同日発売）、ISBN 978-4-06-384215-9
  8. 2010年2月17日発行（同日発売）、ISBN 978-4-06-384251-7
  9. 2010年4月16日発行（同日発売）、ISBN 978-4-06-384284-5
  10. 2010年7月16日発行（同日発売）、ISBN 978-4-06-384331-6
  11. 2010年10月15日発行（同日発売）、ISBN 978-4-06-384383-5
  12. 2011年1月17日発行（同日発売）、ISBN 978-4-06-384429-0
  13. 2011年4月15日発行（同日発売）、ISBN 978-4-06-384476-4
  14. 2011年7月15日発行（同日発売）、ISBN 978-4-06-384520-4
  15. 2011年10月17日発行（同日発売）、ISBN 978-4-06-384567-9
  16. 2011年12月16日発行（同日発売）、ISBN 978-4-06-384601-0
  17. 2012年3月16日発行（同日発売）、ISBN 978-4-06-384644-7
  18. 2012年6月15日発行（同日発売）、ISBN 978-4-06-384689-8
  19. 2012年8月17日発行（同日発売）、ISBN 978-4-06-384720-8
  20. 2012年11月16日発行（同日発売）、ISBN 978-4-06-384767-3
  21. 2013年1月17日発行（同日発売）、ISBN 978-4-06-384797-0
  22. 2013年3月15日発行（同日発売）、ISBN 978-4-06-384837-3
  23. 2013年6月17日発行（同日発売）、ISBN 978-4-06-384878-6
  24. 2013年8月16日発行（同日発売）、ISBN 978-4-06-394912-4
  25. 2013年11月15日発行（同日発売）、ISBN 978-4-06-394965-0
  26. 2014年1月17日発行（同日発売）、ISBN 978-4-06-394995-7
  27. 2014年3月17日発行（同日発売）、ISBN 978-4-06-395029-8
- 公式ガイドブック 恋なび -LOVE NAVIGATION!- 2013年8月16日発行（同日発売）、ISBN 978-4-06-376882-4
- 君のいる町　妄想200話　SPECIAL EDITION - 2018年10月17日発行、 ISBN 978-4-06-513073-5

## 備考
- 『週刊少年マガジン』と広島県の名菓であるもみじ饅頭の老舗店との共同企画により、『君のいる町』がパッケージキャラクターとなった商品が2008年11月より期間限定で発売された[9]。
- 『週刊少年マガジン』で市川マサが連載中の漫画『A-BOUT!』の作中では『君のいる町』がテレビドラマ化されており、作中人物の多くがファンという設定になっている。2010年には『週刊少年マガジン』で『君のいる町』の次のページに『A-BOUT!』が掲載されたことがあったが、その際は瀬尾の絵に似せて描かれた『君のいる町』の劇中劇が導入部として挿入されていた。

## OAD
2012年3月16日に発売された単行本第17巻と、同年6月15日に発売された同第18巻のDVD付き限定版に収録。原作者の出身地である広島県庄原市との共同制作となる。第2話では『涼風』の登場人物である涼風も登場している他、『涼風』で控えられていたお色気描写が存在する。
テレビアニメ放送終了後に製作の、2014年1月17日に発売の単行本第26巻には第9巻に収録された月の特別回想編をアニメ化、2014年3月17日に発売の単行本第27巻には最終回をアニメ化している。

### スタッフ
|                               | 第1期          | 第2期                   |
| ----------------------------- | -------------- | ----------------------- |
| 原作                          | 瀬尾公治       | 瀬尾公治                |
| 総監督                        | 吉浦康裕       | -                       |
| 監督                          | 小林寛         | 山内重保                |
| シリーズ構成                  | -              | 吉田玲子                |
| キャラクターデザイン          | 茶山隆介       | 西位輝実                |
| 総作画監督                    | 高田晃         | 西位輝実                |
| 総作画監督                    | -              | 羽山淳一                |
| プロップ・ マテリアルデザイン | 松山正彦       |                         |
| 色彩設計                      | 木村聡子       |                         |
| 美術監督                      | 西俊樹         |                         |
| 美術設計                      | 綱頭瑛子       |                         |
| 撮影監督                      | 神木正士       | 増元由紀大              |
| 3Dディレクター                | サトウエーゾー |                         |
| 編集                          | 坂本雅紀       | 後藤正浩                |
| 音楽                          | 紗希           | 奥慶一                  |
| 音響監督                      | 長崎行男       |                         |
| キャスティング                | 小浜匠         |                         |
| アニメーション制作            | タツノコプロ   | GONZO                   |
| 製作                          | 講談社         | 君のいる町OAD製作委員会 |

### 主題歌
第1期
エンディングテーマ「黄昏交差点」
作詞・作曲 - 本上遼 / 編曲 - 本上遼、原田勝通 /歌 - 真野恵里菜

第2期
オープニングテーマ「センチメンタルラブ」（Astro Voice）（第1話）
作詞・作曲 - ユカ / 編曲 - 湯浅篤 /歌 - みみめめMIMI
エンディングテーマ
「ここにいるよ」（第1話）
作詞 - 大森友歌 / 作曲・編曲 - 河合英嗣 /歌 - 加賀月（高野菜々）
「虹色カレンダー」（第2話）
作詞・作曲・編曲 - 河合英嗣 /歌 - 枝葉柚希（中島愛）

### 各話リスト
| 話数  | サブタイトル | 脚本     | 絵コンテ | 演出     | 作画監督                                | 収録巻 |
| 第1期 | 第1期        | 第1期    | 第1期    | 第1期    | 第1期                                   | 第1期  |
| ----- | ------------ | -------- | -------- | -------- | --------------------------------------- | ------ |
| 第1話 | 黄昏交差点1  | 村上桃子 | 小林寛   | 上村泰   | 中谷友紀子                              | 第17巻 |
| 第2話 | 黄昏交差点2  | 村上桃子 | 鈴木清崇 | 小林寛   | 羽田浩二                                | 第18巻 |
| 第2期 |              |          |          |          |                                         |        |
| 第1話 | ウチがきた町 | 吉田玲子 | 山内重保 | 山内重保 | 西位輝実、羽山淳一 薗部あい子、森下勇輝 | 第26巻 |
| 第2話 | 約束の場所で | 吉田玲子 | 山内重保 | 山内重保 | 西位輝実、羽山淳一 薗部あい子、森下勇輝 | 第27巻 |

## テレビアニメ
2013年7月から9月まで、テレビ東京系列および広島ホームテレビにて放送された。1クールでまとめるために原作とは構成（時系列）を変えたり、原作の一部の話をカットするなどの改変がされている。

### スタッフ（テレビアニメ）
- 原作 - 瀬尾公治「君のいる町」（講談社「週刊少年マガジン」連載）
- 監督 - 山内重保
- シリーズ構成・脚本 - 吉田玲子
- キャラクターデザイン - 西位輝実
- プロップデザイン - 新妻瑠維、ふくだのりゆき、高瀬さやか
- 総作画監督 - 羽山淳一
- 美術監督 - 松本健治
- 色彩設計 - 辻田邦夫、竹澤聡
- 撮影監督 - 増元由紀大
- 編集 - 後藤正浩
- 音楽 - 奥慶一
- チーフプロデューサー - 辻畑秀生、立石謙介、中川岳、後藤謙治、大角誠
- プロデューサー - 高林庸介、古川慎、依田一
- アニメーションプロデューサー - 内藤祐史、白石直子
- アニメーション制作協力 - ミルパンセ
- アニメーション制作 - GONZO
- 製作 - 「君のいる町」製作委員会（テレビ東京、電通、GONZO）

### 主題歌（テレビアニメ）
オープニングテーマ「センチメンタルラブ」
作詞・作曲 - ユカ / 編曲 - 湯浅篤 / 歌 - みみめめMIMI

エンディングテーマ
「君のいる町」（第1話 - 第6話）
作詞 - 山田ひろし / 作曲・編曲 - 太田美知彦 / 歌 - 桐島青大（細谷佳正）
「Dear friend」（第7話 - 第11話）
作詞 - 山田ひろし / 作曲・編曲 - 河合英嗣 / 歌 - 風間恭輔（小野大輔）
「君のいる町〜Answer Songs ver.〜」（第12話）
作詞 - 山田ひろし / 作曲・編曲 - 太田美知彦 / 歌 - 桐島青大（細谷佳正）

挿入歌
「閃光ハナビ」（第8・9話）
作詞・作曲 - ユカ / 編曲 - 湯浅篤 / 歌 - 枝葉柚希（中島愛）、御島明日香（佐倉綾音）、神咲七海（タカオユキ）
「Mr.Darling」（第8・9話）
作詞・作曲 - ユカ / 編曲 - 湯浅篤 / 歌 - みみめめMIMI
「Another Letter」（第11話）
作詞・作曲・編曲 - rino / 歌 - 枝葉柚希（中島愛）
「Am I Ready?」（第12話）
作詞・作曲 - ユカ / 編曲 - 高藤大樹 / 歌 - みみめめMIMI

### 各話リスト（テレビアニメ）
| 話数   | サブタイトル       | 脚本       | 絵コンテ | 演出              | 作画監督                            |
| ------ | ------------------ | ---------- | -------- | ----------------- | ----------------------------------- |
| 第1話  | 追いかけて         | 吉田玲子   | 山内重保 | 山内重保          | 市川慶一、新妻瑠維 熊田明子         |
| 第2話  | 桜の咲く頃         | 吉田玲子   | 山内重保 | 山内重保          | 小島彰、佐野陽子                    |
| 第3話  | 突然、バタンチュー | 吉田玲子   | 木村延景 | 木村延景          | 竹田欣弘                            |
| 第4話  | あいさつ           | 國澤真理子 | 御神崎海 | 御神崎海          | 大田和寛                            |
| 第5話  | 宣戦布告。         | 国井桂     | 倉谷涼一 | 倉谷涼一          | 高瀬言、横田和彦                    |
| 第6話  | オレの本心。       | 吉田玲子   | 山内重保 | 藤瀬順一          | 市川慶一、長田絵里                  |
| 第7話  | ねがい。           | 國澤真理子 | 朝倉竜也 | 鈴木薫            | 林あすか、阿部可奈子                |
| 第8話  | 再会の夜に         | 国井桂     | 木村延景 | 二下一 川久保圭史 | 小島彰、竹田欣弘                    |
| 第9話  | デートするか。     | 吉田玲子   | 山河静音 | 倉谷涼一          | 越智博之、高瀬言 山下敏成、横田和彦 |
| 第10話 | キレイな花         | 國澤真理子 | 御神崎海 | 下司泰弘          | MK、磯野智                          |
| 第11話 | 告白。             | 国井桂     | 木村延景 | 木村延景          | 竹田欣弘、林あすか 阿部可奈子       |
| 最終話 | 君のいる町         | 吉田玲子   | 山内重保 | 山内重保          | 羽山淳一                            |

### 放送局
| 放送地域       | 放送局             | 放送期間                | 放送日時                     | 放送系列         | 備考               |
| -------------- | ------------------ | ----------------------- | ---------------------------- | ---------------- | ------------------ |
| 関東広域圏     | テレビ東京         | 2013年7月13日 - 9月28日 | 土曜 23:30 - 23:55           | テレビ東京系列   | 製作委員会参加     |
| 北海道         | テレビ北海道       | 2013年7月13日 - 9月28日 | 土曜 23:30 - 23:55           | テレビ東京系列   |                    |
| 愛知県         | テレビ愛知         | 2013年7月13日 - 9月28日 | 土曜 23:30 - 23:55           | テレビ東京系列   |                    |
| 大阪府         | テレビ大阪         | 2013年7月13日 - 9月28日 | 土曜 23:30 - 23:55           | テレビ東京系列   |                    |
| 岡山県・香川県 | テレビせとうち     | 2013年7月13日 - 9月28日 | 土曜 23:30 - 23:55           | テレビ東京系列   |                    |
| 福岡県         | TVQ九州放送        | 2013年7月13日 - 9月28日 | 土曜 23:30 - 23:55           | テレビ東京系列   |                    |
| 日本全域       | ニコニコ生放送     | 2013年7月14日 - 9月29日 | 日曜 23:00 - 23:30           | ネット配信       |                    |
| 日本全域       | ニコニコチャンネル | 2013年7月14日 - 9月29日 | 日曜 23:30 更新              | ネット配信       |                    |
| 日本全域       | バンダイチャンネル | 2013年7月16日 - 10月1日 | 火曜 12:00 更新              | ネット配信       | 有料会員全話見放題 |
| 広島県         | 広島ホームテレビ   | 2013年7月23日 - 10月8日 | 火曜 1:51 - 2:21（月曜深夜） | テレビ朝日系列   |                    |
| 日本全域       | AT-X               | 2013年7月24日 - 10月9日 | 水曜 23:30 - 23:55           | アニメ専門CS放送 | リピート放送あり   |

### 関連商品

#### BD / DVD
初版はアミューズソフトエンタテインメント、全話いっき見BDはフロンティアワークスより発売。
| 巻       | 発売日         | 収録話          | 規格品番  | 規格品番  |
| 巻       | 発売日         | 収録話          | BD        | DVD       |
| -------- | -------------- | --------------- | --------- | --------- |
| 1        | 2013年9月25日  | 第1話 - 第2話   | ASBD-1085 | ASBY-5599 |
| 2        | 2013年10月23日 | 第3話 - 第4話   | ASBD-1086 | ASBY-5600 |
| 3        | 2013年11月20日 | 第5話 - 第6話   | ASBD-1087 | ASBY-5601 |
| 4        | 2013年12月25日 | 第7話 - 第8話   | ASBD-1088 | ASBY-5602 |
| 5        | 2014年1月22日  | 第9話 - 第10話  | ASBD-1089 | ASBY-5603 |
| 6        | 2014年2月26日  | 第11話 - 最終話 | ASBD-1090 | ASBY-5604 |
| いっき見 | 2020年12月23日 | 第1話 - 最終話  | FFXY-9001 | -         |

#### CD
ユニバーサルミュージックより発売。
| 発売日        | タイトル                                               | 規格品番   |
| ------------- | ------------------------------------------------------ | ---------- |
| 2013年6月26日 | 君のいる町 ドラマCD プレ・シーズン・ストーリー〜決意〜 | UMCA-10021 |
| 2013年7月24日 | 君のいる町                                             | UMCA-50039 |
| 2013年9月18日 | Dear friend                                            | UMCA-50040 |
| 2013年9月18日 | 君のいる町 キャラクターソングアルバム アンサーソングス | UMCA-10029 |

#### 備考（テレビアニメ）
- 裏番組で同じ週刊少年マガジン連載のテレビドラマ『山田くんと7人の魔女』（フジテレビ）が放送されていた。

## ラジオ
文化放送で毎週土曜25:30 - 26:00放送の講談社提供の番組『豊永利行・内山昂輝の週刊サウンドウィング 〜音羽編集部〜』のコーナーとして7月6日から4回の期間限定でタカオユキをパーソナリティーとして君町レコメンドを放送、各回に細谷佳正、中島愛、佐倉綾音、小野大輔をゲストとして迎える。

## その他のタイアップ
地域
- 2013年7月より、物語の舞台となっている庄原市内に本社を置く備北交通がラッピングバスを広島 - 三次 - 庄原 - 東城線にて運行した。
- 東武東上本線の成増が舞台であることから、2013年に東武鉄道とタイアップして、東上本線でスタンプラリーを行った。

ゲーム
- ネクソンの開発・運営する市川マサ原作のソーシャルゲーム『A-BOUT! 最強決定戦!!』に2013年9月2日から9月9日まで「君のいる町」のヒロインのうち3人が期間限定のキャラクターカードとして登場。入手方法はギルドの仲間と協力してレイドボスとのバトルに勝利しランキングで上位に入る必要がある。
- NECビッグローブのボイス付きカードコレクションゲーム『嫁コレ』に、2013年10月15日に枝葉柚希、2013年10月25日に御島明日香が追加された。